# تيتانوبوا
التيتانوبوا (بالإنجليزية: Titanoboa)‏ (البواء العملاقة) نوعٌ من الحيات العملاقة التي عاشت قبل ستين مليون سنة، في العهد الباليوسيني. (فترة تمتد لعشرة ملايين سنة تعقب انقراض الديناصورات مباشرة. النوع الوحيد المعروف ضمن جنس التيتانوبوا هو التيتانوبوا السيريخونية (Titanoboa cerrejonensis) أكبر أفعى مكتشفة على الإطلاق، والتي حلت محل حاملة اللقب السابقة الجيجانتوفيس.

## الحجم
بالمقارنة ما بين مستحاثة هذه الحية وتلك التي لحيات منقرضة أخرى، يُقدر الباحثون أن تيتانوبوا سيريخونية وصلت إلى طول يتراوح ما بين اثني عشر إلى خمسة عشر متراً، وبلغ وزنها 1135 كيلوغراماً، أما قطرها فبلغ متراً عند أغلظ جزء في الجسم.

## الموقع
وجدت مُستحاثات ثمانية وعشرين تيتانوبوا سيريخونية في مناجم الفحم في سيريخون شمال كولومبيا في 2009. قبل هذا الاكتشاف وُجدت مستحاثات قليلة لأفاعي من الحقبة الباليوسينية في المناخات الاستوائية القديمة في أمريكا الجنوبية. اكتُشِفت الحية في حملة قام بها فريق علماء دوليين بقيادة جوناثان بلوك من جامعة فلوريدا وكارلوس جاراميلو من معهد الأبحاث الاستوائية السميثوني في بنما.

## الحرارة
لأن الثعابين باردة الدم، يُلمح الكشف إلى أن منطقة الاستواء، محل سكن الكائن، كان أكثر حرارة مما اعتقده العلماء، بمعدلٍ يُقدر بتسعين فهرنهايت. مناخ الأرض الأدفأ خلال حقبة التيتانوبوا سمح للثعابين باردة الدم بالوصول إلى أحجام تفوق مثيلتها لدى جيات الحقبة المعاصرة. وعلى سبيل المثال، فمن بين الحيوانات باردة الدم الموجودة اليوم، فإن تلك التي تعيش في المناطق الاستوائية هي الأكبر حجماً، بينما تعيش الأصغر بعيداً عن خط الاستواء.

## مقارنة الحجم
تراوحت أطوال أكبر ثمانٍ من بين حيات تيتانوبوا سيريخونية الثماني والعشرين بين اثني عشرة متراً وخمسة عشرة متراً. بالمقارنة، فإن أكبر حياتٍ موجودة هي البايثونات التي تبلغ أطوالها تسعة أمتار والأناكوندات التي تبلغ أطوالها سبعة أمتارٍ ونصف وتُعتبر الأثقل على الأرض. في الطرف الآخر من المقياس، يبلغ طول أصغر حية موجودة عشرة سنتيمرات.

## وصلات خارجية
- A Snake the Size of a Plane: How did prehistoric animals get so big? By Nina Shen Rastogi. 5 February 2009.
- BBC article on Titanoboa
- تيتانوبوا على موقع الموسوعة البريطانية (الإنجليزية)